# Challenger de Drummondville 2022
El torneo Challenger Banque Nationale de Drummondville 2022 fue un torneo de tenis perteneció al ATP Challenger Tour 2022 en la categoría Challenger 80. Se trató de la 15.ª edición, el torneo tuvo lugar en la ciudad de Drummondville (Canadá), desde el 14 hasta el 20 de noviembre de 2022 sobre pista dura bajo techo.

## Jugadores participantes del cuadro de individuales
| Favorito | País                      | Jugador             | Rank1 | Posición en el torneo |
| -------- | ------------------------- | ------------------- | ----- | --------------------- |
| 1        | Bandera de Ecuador        | Emilio Gómez        | 107   | Segunda ronda         |
| 2        | Bandera de Estados Unidos | Michael Mmoh        | 115   | FINAL                 |
| 3        | Bandera de Canadá         | Vasek Pospisil      | 118   | CAMPEÓN               |
| 4        | Bandera de Argentina      | Juan Pablo Ficovich | 140   | Primera ronda         |
| 5        | Bandera de Francia        | Enzo Couacaud       | 183   | Baja                  |
| 6        | Bandera de Francia        | Antoine Escoffier   | 216   | Semifinales           |
| 7        | Bandera de Canadá         | Alexis Galarneau    | 222   | Cuartos de final      |
| 8        | Bandera de Canadá         | Gabriel Diallo      | 248   | Segunda ronda         |

- 1 Se ha tomado en cuenta el ranking del 7 de noviembre de 2022.

### Otros participantes
Los siguientes jugadores recibieron una invitación (wild card), por lo tanto ingresan directamente al cuadro principal (WC):
- Taha Baadi
- Justin Boulais
- Marko Stakusic

Los siguientes jugadores ingresan al cuadro principal tras disputar el cuadro clasificatorio (Q):
- Liam Draxl
- Maks Kaśnikowski
- Joshua Lapadat
- Max Hans Rehberg
- Roy Smith
- Kai Wehnelt

## Campeones

### Individual Masculino
- Vasek Pospisil derrotó en la final a  Michael Mmoh, 7–6(5), 4–6, 6–4

### Dobles Masculino
- Julian Cash /  Henry Patten derrotaron en la final a  Arthur Fery /  Giles Hussey, 6–3, 6–3